# UFC Fight Night: Cannonier vs. Rodrigues
UFC Fight Night: Cannonier vs. Rodrigues（ユーエフシー・ファイトナイト：キャノニア・バーサス・ホドリゲス、別名UFC Fight Night 251、UFC on ESPN+ 109）は、アメリカ合衆国の総合格闘技団体「UFC」の大会の一つ。2025年2月15日、ネバダ州ラスベガスのUFC APEXで開催された。

## 大会概要
本大会はジャレッド・キャノニアとグレゴリー・ホドリゲスのミドル級戦が組まれた。

## 試合結果

### プレリミナリーカード
第1試合 女子バンタム級 5分3R
○  ジャケリン・カバウカンチ vs.  ジュリア・アビラ ×
3R終了 判定3-0（30-27、30-27、30-27）
第2試合 ヘビー級 5分3R
○  ヴァルター・ウォーカー vs.  ドンテイル・メイエス ×
1R 1:17 ヒールフック
第3試合 バンタム級 5分3R
○  エライジャ・スミス vs.  ヴィンス・モラレス ×
3R終了 判定3-0（29-28、29-28、29-28）
第4試合 ウェルター級 5分3R
○  ガブリエル・ボンフィム vs.  ケイオス・ウィリアムズ ×
2R 4:58 ブラボーチョーク
第5試合 フライ級 5分3R
○  ハファエル・エステバム vs.  ヘスス・アギラー ×
3R終了 判定3-0（29-28、29-28、29-28）
第6試合 女子ストロー級 5分3R
○  アンジェラ・ヒル vs.  ケトレン・ソウザ ×
3R終了 判定2-1（29-28、28-29、29-28）
第7試合 フェザー級 5分3R
○  ホセ・デルガド vs.  コナー・マシューズ ×
1R 2:58 KO（パウンド）

### メインカード
第8試合 ミドル級 5分3R
○  アンドレ・ペトロスキー vs.  ホドウフォ・ヴィエイラ ×
3R終了 判定3-0（29-28、29-28、29-28）
第9試合 ライト級 5分3R
○  ナジム・サディコフ vs.  イスマエル・ボンフィム ×
1R 5:00 TKO（ドクターストップ）
第10試合 ミドル級 5分3R
○  エドメン・シャバージアン vs.  ディラン・ブドゥカ ×
1R 1:34 TKO（右ストレート→パウンド）
第11試合 フェザー級 5分3R
○  ユーセフ・ザラル vs.  カルヴィン・ケイター ×
3R終了 判定3-0（29-28、29-28、29-28）
第12試合 ミドル級 5分5R
○  ジャレッド・キャノニア vs.  グレゴリー・ホドリゲス ×
4R 0:21 TKO（スタンドパンチ連打）

### 各賞
ファイト・オブ・ザ・ナイト：ジャレッド・キャノニア vs. グレゴリー・ホドリゲス
パフォーマンス・オブ・ザ・ナイト：エドメン・シャバージアン、ガブリエル・ボンフィム
各選手にはボーナスとして5万ドルが授与された。

### カード変更
負傷などによるカードの変更は以下の通り。